# Quercus albicaulis
Espèce
Classification phylogénétique
Statut de conservation UICN

PEWB1ab(iii)+2ab(iii) : Peut-être éteint à l'état sauvage
Quercus albicaulis est une espèce d'arbres du sous-genre Cyclobalanopsis. L'espèce est présente en Chine.